# Strangers Almanac
Strangers Almanac je album alt country grupe Whiskeytown, objavljen 29. srpnja 1997. Album je 4. ožujka 2008. ponovno objavljen u deluxe izdanju s bonus pjesmama i dodatnim diskom s prije neobjavljenim materijalom.

## Popis pjesama
Sve pjesme napisao Ryan Adams, osim onih kod kojih je naznačeno drugačije.
1. "Inn Town" - 5:51 (Adams/Wandscher)
2. "Excuse Me While I Break My Own Heart Tonight" - 3:14
3. "Yesterday's News" - 2:49 (Adams/Wandscher)
4. "16 Days" - 3:54
5. "Everything I Do" - 4:31 (Adams/Wandscher)
6. "Houses on the Hill" - 2:38
7. "Turn Around" - 5:16 (Adams/Cary)
8. "Dancing with the Women at the Bar" - 4:38 (Adams/Cary)
9. "Waiting to Derail" - 3:54
10. "Avenues" - 2:31
11. "Losering" - 4:00
12. "Somebody Remembers the Rose" - 2:30 (Adams/Wandscher)
13. "Not Home Anymore" - 5:54

## Deluxe izdanje
Disk 1:
- Pjesme 14-18 su prethodno neobjavljene studijske snimke.

1. "Inn Town" - 5:51
2. "Excuse Me While I Break My Own Heart Tonight" - 3:14
3. "Yesterday's News" - 2:49
4. "16 Days" - 3:54
5. "Everything I Do" - 4:31
6. "Houses on the Hill" - 2:38
7. "Turn Around" - 5:16
8. "Dancing with the Women at the Bar" - 4:38
9. "Waiting to Derail" - 3:54
10. "Avenues" - 2:31
11. "Losering" - 4:00
12. "Somebody Remembers the Rose" - 2:30
13. "Not Home Anymore" - 5:54
14. "Houses on the Hill" (uživo) (bonus pjesma) - 3:42
15. "Nurse with the Pills" (uživo) (bonus pjesma) - 4:40
16. "I Don't Care What You Think About Me" (uživo) (bonus pjesma) - 3:18
17. "Somebody Remembers the Rose" (uživo) (bonus pjesma) - 2:33
18. "Turn Around" (uživo) (bonus pjesma) - 4:26

Disk 2:
- Sve pjesme napisao Ryan Adams, osim onih kod kojih je naznačeno drugačije.

1. "Indian Gown" - 4:46 (Adams/Wandscher)
2. "16 Days" (demo) - 3:13
3. "Somebody Remembers the Rose" (demo) - 2:45 (Adams/Wandscher)
4. "Avenues" (demo) - 3:34
5. "Excuse Me While I Break My Own Heart Tonight" (demo) - 2:43
6. "Houses on the Hill" (rana verzija) - 2:25 (Adams/Cary)
7. "My Heart Is Broken" - 3:04 (Adams/Cary)
8. "I Still Miss Someone" (demo) - 2:24 (Johnny Cash/Roy Cash Jr.)
9. "Kiss and Make-Up" - 3:31
10. "Barn's on Fire" - 1:43
11. "Dancing with the Women at the Bar" (Early Version) - 4:28
12. "Dreams" - 5:49 (Stevie Nicks)
13. "Breathe" - 4:07
14. "Wither, I'm a Flower" (sa soundtracka za Uvijek postoji nada) - 4:53
15. "Luxury Liner" - 2:40 (Gram Parsons)
16. "Theme for a Trucker" (sa soundtracka za Kraj nasilja) - 4:29
17. "Streets of Sirens" - 3:44
18. "Turn Around" (rana verzija) - 4:02 (Adams/Cary)
19. "10 Seconds Till the End of the World" - 4:15 (Adams/Wandscher)
20. "Ticket Time" - 3:54 (Adams/Wandscher)
21. "The Rain Won't Help You When It's Over" - 4:34 (Alejandro Escovedo)

- Sve pjesme su ranije neobjavljene, osim 14 i 16.

## Izvođači

### Glazbenici
- Ryan Adams - akustične i električne gitare, vokali, bendžo, klavir, perkusije
- Phil Wandscher - električna gitara, vokali, orgulje, perkusije
- Caitlin Cary - violina, vokali
- Steven Terry - bubnjevi, vokali, perkusije
- Jeff Rice - bas-gitara

#### Ostali glazbenici
- Alejandro Escovedo - vokali
- John Ginty - klavir, wurlitzer električni klavir, hammond b3 orgulje, crkvene orgulje
- Greg Leisz - pedal steel gitara, lap steel gitara, mandolina
- Curt Bisquera - perkusije
- Rick Latina - pedal steel gitara
- Dan Navarro - truba
- Crecencio Gonzalez - trombon
- Jim Goodwin - alto saksofon
- Jim Scott - perkusije

### Produkcija
- Jim Scott - producent, tehničar i mikser
- Snimano u studijima Woodland u Nashvilleu i Ocean Way u Hollywoodu
- Miksano u studiju Ocean Way u Hollywoodu
- Stephen Marcussen - mastering u Percision Mastering u Los Angelesu